# Kenny Baptiste
Kenny Baptiste (Les Abymes, 24 gennaio 2000) è un cestista francese.